# Антоніу Мендіш Беллу
Антоніу Мендіш Беллу (порт. António Mendes Bello; 18 червня 1842, Говея, Португалія — 5 серпня 1929, Лісабон, Португалія) — португальський кардинал. Титулярний архієпископ Мітілене і суфраган Лісабона з 24 березня по 13 листопада 1884. Єпископ-архієпископ Фару з 13 листопада 1884 по 19 грудня 1907. Кардинал-священик з 25 травня 1911 року, з титулом церкви Ss. Marcellino e Pietro з 8 вересня 1914 року.